# Guzamn (woreda)
Guzamn est l’un des 105 woredas de la région Amhara, en Éthiopie.